# شهرستان سویژونگ
شهرستان سویژونگ (به لاتین: Suizhong County) یک شهرستان‌های جمهوری خلق چین در چین است که در هولوداو واقع شده‌است.
 شهرستان سویژونگ ۲٬۷۶۵ کیلومتر مربع مساحت و ۶۴۰٬۰۰۰ نفر جمعیت دارد و ۱۷ متر بالاتر از سطح دریا واقع شده‌است.